# Синельников, Майкл
Майкл Синельников (англ. Michael Sinelnikoff; 1 августа 1928 — 1 июля 2024) — британско-канадский актёр, режиссёр и писатель, первый руководитель прославленного «Цирка дю Солей» (1984). Известен по своей роли профессора Артура Саммерли в телевизионном сериале «Затерянный мир» и одноимённом фильме 1998 года.

## Биография
Майкл Синельников родился 1 августа 1928 года в Лондоне в семье русских эмигрантов. Его отец, живший в Санкт-Петербурге, не был богат, тогда как мать происходила из состоятельной московской семьи. Брак родителей Майкла стал возможным благодаря изобретательскому таланту его отца: он сконструировал миномётную установку для винтовки. Майкл — единственный ребёнок в семье.
Майкл Синельников год обучался в Королевской академии драматического искусства, затем ещё два года — в Italia Conti School в Лондоне. Отслужив в британских ВВС два года, Майкл пытался найти себя: он работал клерком в страховой компании, торговал одеждой, рекламировал услуги гипнотизёра. После развода родителей он какое-то время жил с отцом в Лондоне, а потом переехал в Канаду к матери, вновь вышедшей замуж.
За десять лет работы на CBC (Канадская телерадиовещательная корпорация) Майкл снял около 70 телевизионных фильмов. Его опыт в производстве малобюджетных постановок позволил создать основу для создания ныне всемирно известного Цирка дю Солей (Cirque du Soleil) в 1984 году. Синельников стал его первым руководителем.
Экранный дебют Синельникова состоялся в 1985 году в фильме ужасов «Вечное зло» («The Blue Man»), после этого он сыграл более 30 ролей в кино и на телевидении. Синельников принимал участие в съёмках картин «Преступный закон» («Criminal Law»), «Триумф» («The Greatest Game Ever Played»), «300 спартанцев» («300»), а наиболее известной его работой стала роль профессора Саммерли в приключенческой ленте «Затерянный мир» («The Lost World») и одноимённом сериале.
Скончался 1 июля 2024 года на 96-м году жизни.

## Фильмография
- 1985: Вечное зло (The Blue Man)
- 1986: Choices
- 1986: Barnum
- 1986: C.A.T. Squad
- 1986: Sparfield’s Daughter
- 1987: Midnight Magic
- 1988: Shades of Love: Tangerine Taxi
- 1988: Преступный закон (Criminal Law)
- 1989: Mindfield
- 1989: Day One
- 1990: Cursed
- 1991: L’empire des lumieres
- 1991: Если бы взгляды могли убивать (If Looks Could Kill)
- 1991: The Quarrel
- 1994: Мой друг Макс (My Friend Max)
- 1994: Операция «Золотой Феникс» (Operation Golden Phoenix)
- 1995: Голоса (Voices)
- 1998: Затерянный мир (The Lost World)
- 1998: Out of Mind: The Stories of H.P. Lovecraft
- 1999: Times at the Top
- 1999: Затерянный мир (Sir Arthur Conan Doyle’s The Lost World)
- 1999: Taxman
- 1999: Пообещай ей что-нибудь (Promise Her Anything)
- 2001: Chasing Holden
- 2002: Тихая ночь (Silent Night)
- 2004: 11 Somerset (сериал)
- 2005: Триумф (The Greatest Game Ever Played)
- 2006: Bethune
- 2007: 300 спартанцев (300)
- 2007: Driver’s Test
- 2009: The Velveteen Rabbit
- 2009: The Foundation